# Бельджирате
Бельджирате (итал. Belgirate) — коммуна в Италии, располагается в регионе Пьемонт, в провинции Вербано-Кузьо-Оссола.
Население составляет 542 человека (2008 г.), плотность населения составляет 68 чел./км². Занимает площадь 8 км². Почтовый индекс — 28832. Телефонный код — 0322.
В коммуне 2 февраля особо празднуется Сретение Господне (Purificazione di Maria Vergine).

## Демография
Динамика населения:

## Администрация коммуны
- Официальный сайт: http://www.comune.belgirate.vb.it/